# Vidor (Italia)
Vidor (Vidor in veneto) è un comune italiano di 3 568 abitanti della provincia di Treviso in Veneto. Si trova a 7 km da Valdobbiadene, 40 km dal capoluogo Treviso e circa 70 km da Venezia. Confina a nord con i territori comunali di Valdobbiadene e Farra di Soligo, ad est con Moriago della Battaglia, a sud con Pederobba e Crocetta del Montello. Il comune rientra nel Quartier del Piave. La parte collinare del territorio comunale fa parte del sito Patrimonio UNESCO "Colline del Prosecco di Conegliano e Valdobbiadene".

## Geografia fisica
Il territorio comunale di Vidor è situato nella parte settentrionale della Provincia di Treviso, e si sviluppa per una parte in pianura e una parte in zona collinare con diversi rilievi che vanno a delimitare a ovest e a nord il Quartier del Piave, (col Polenta, 211 m; col Castellon, 235 m; col Maor, 368 m).
Il principale corso d'acqua che attraversa il comune è il fiume Piave, fiume sacro alla Patria, su cui si trova uno dei ponti storici che collegano la riva destra e sinistra del fiume, il Ponte di Vidor. Ci sono poi altri due torrenti, degni di nota, che scorrono nel territorio comunale: il torrente Teva e, nella frazione di Colbertaldo il rio Rosper, il quale contribuisce alla formazione dei caratteristici palù, aree umide tipiche della Sinistra Piave trevigiana.
Tra le varie zone climatiche del Veneto, Vidor si trova nella fascia collinare e parte di quella pianeggiante, dove il clima è più mite.

## Origini del nome
Vidor è documentata come Vidore nel 1167 e nel 1224 e come Vidoro nel 1216.
Probabilmente deriva da vitis "vite", o da vitor "canestraio". Sono attestate anche numerose paraetimologie, del tutto prive di fondamento: da "viti d'oro"; da Victorius, nome di un luogotenente di Alboino; da san Vittore di Cilicia, il cui corpo fu traslato dalla Siria a Feltre passando per Vidor; da "guida", in riferimento alla sua posizione preminente nei confronti degli altri paesi del Quartier del Piave.

## Storia
Nel 1986 è stata rinvenuta una piccola necropoli sotto piazza Maggiore, risalente al IV secolo. La zona era dunque frequentata in età romana, visto anche il passaggio della via Claudia Augusta Altinate. Nella zona orientale del comune, inoltre, la regolarità della sistemazione agraria proverebbe l'antica centuriazione del territorio.
Nel medioevo, l'importanza strategica di Vidor come nodo stradale e porto fluviale sul Piave (sfruttato sino al 1871), portò alla costruzione del castello, oggi scomparso, e dell'abbazia, che contribuì alla bonifica della zona. Nel XIII secolo fu fondato inoltre il Pio Ospedale di Santa Maria dei Battuti, gestito dall'omonima confraternita, con lo scopo di accogliere i numerosi viandanti che transitavano per la località.
Vidor fu colpita duramente dalla prima guerra mondiale: trovandosi proprio in corrispondenza del fronte del Piave fu occupata dagli Imperi Centrali sino alla fine del conflitto. Durante gli aspri combattimenti, venne tra l'altro danneggiato il patrimonio artistico del paese, come la chiesa e l'abbazia.
Vidor inoltre grazie alla sua importanza strategica, durante la prima guerra mondiale fu scelto per fare una " testa di ponte " per far attraversare il piave alle truppe in ritirata dalla disfatta di Caporetto.

### Simboli
Lo stemma e il gonfalone sono stati concessi con l'apposito decreto del presidente della Repubblica n. 314 datato al 16 gennaio 1979.
Stemma
Lo stemma di Vidor è caratterizzato da un castello, a ricordo di un fortilizio che si narra fosse sorto nel X secolo per arginare le invasioni barbariche sul colle omonimo, dove ora si leva il monumento-ossario 
ai Caduti.
Gonfalone

## Monumenti e luoghi d'interesse

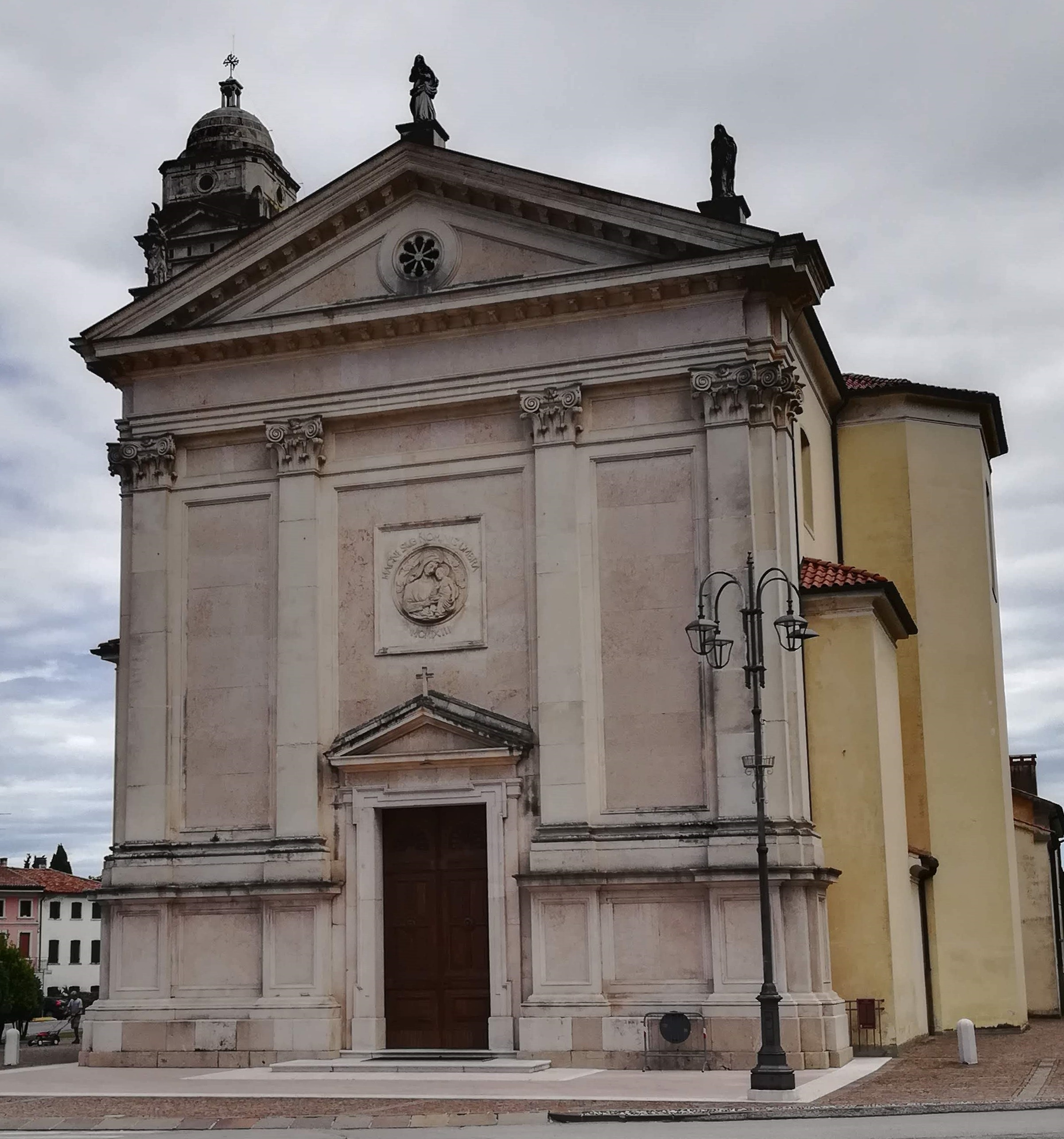
La facciata della Chiesa Arcipretale

### Chiesa Arcipretale
La chiesa arcipretale, opera di Giovanni Rossi, è intitolata al Santissimo Nome di Maria e risale probabilmente a prima del 1000, quando fu costruito il castello, e serviva sia la scarsa popolazione locale, sia i feudatari. Già cappella dipendente dalla pieve di Col San Martino, divenne parrocchia verso la fine del XV secolo. Tra il 1729 e il 1748 fu ricostruita ai piedi delle pendici del colle del castello, dove si trovava la vecchia chiesa, ormai in rovina e isolata; il campanile fu innalzato tra il 1857 e il 1885. Subì gravi danni durante la prima guerra mondiale, l'unico edificio rimasto quasi intatto dell'intero complesso fu proprio il campanile, probabilmente utile agli schieramenti nemici come punto di repere. Il campanile contiene un possente concerto di tre campane più un sonello di richiamo.
L'imponente interno, ad unica navata e con numerosi altari laterali, conserva due pale di Francesco Zugno e alcuni affreschi di Guido Cadorin, oltre a due statue lignee del padre Vincenzo. L'altare maggiore, costruito con marmo di Carrara, è sovrastato da un grande tabernacolo con ai lati due angeli in marmo bianco, opera della scuola del Canova. Il fonte battesimale, in marmo bianco, risale al 1967 e la copertura in bronzo è opera di Carlo Balljana di Sernaglia della Battaglia. La parrocchia di Vidor, che appartiene alla diocesi di Vittorio Veneto, è inserita nella forania "Quartier del Piave" e, assieme alle parrocchie di Sant'Andrea di Colbertaldo, di San Martino di Mosnigo e di San Leonardo di Moriago della Battaglia costituisce l'unità pastorale "Le Grazie di Vidor".

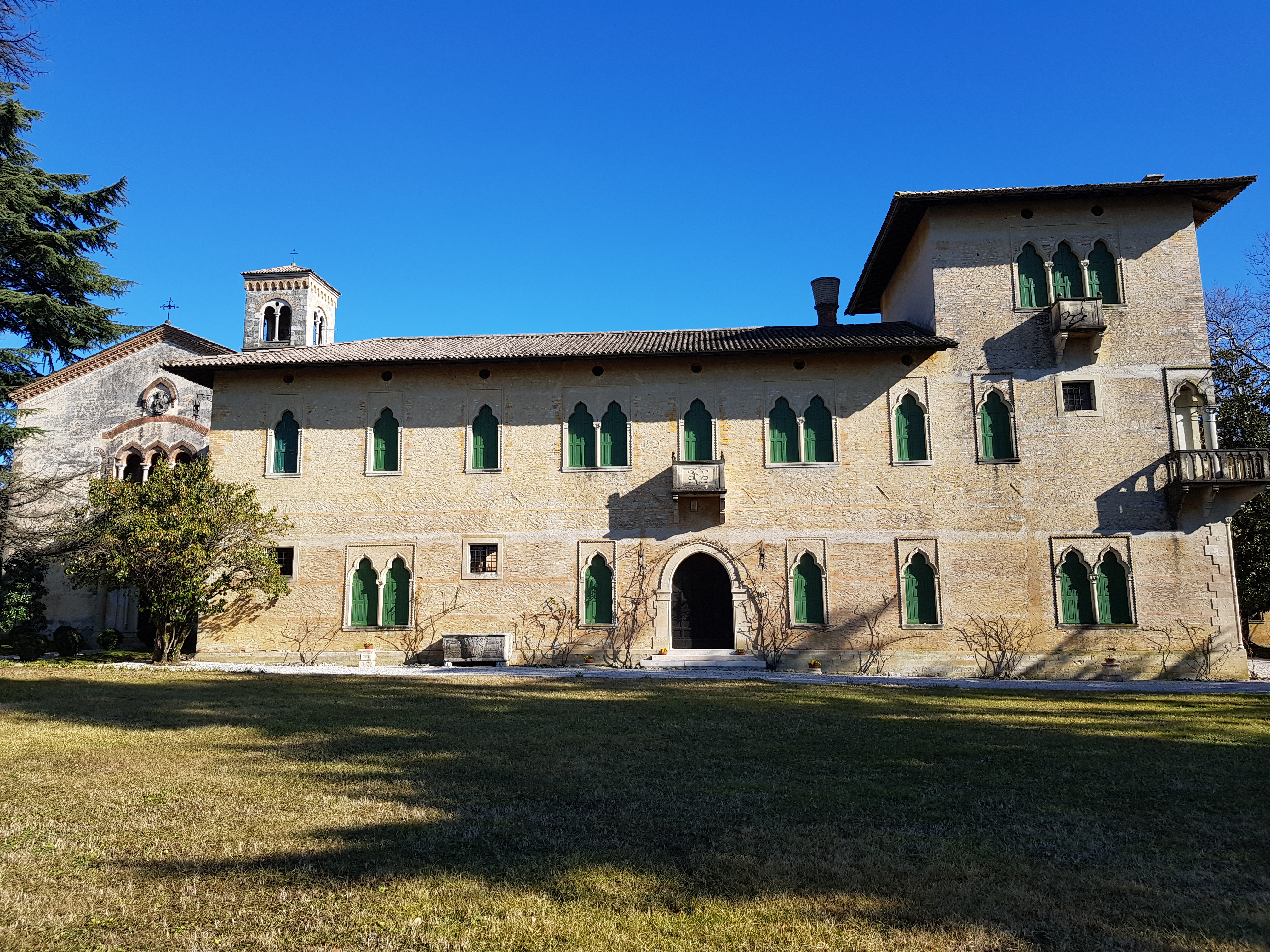
Il complesso abbaziale con il parco

### Abbazia di Santa Bona

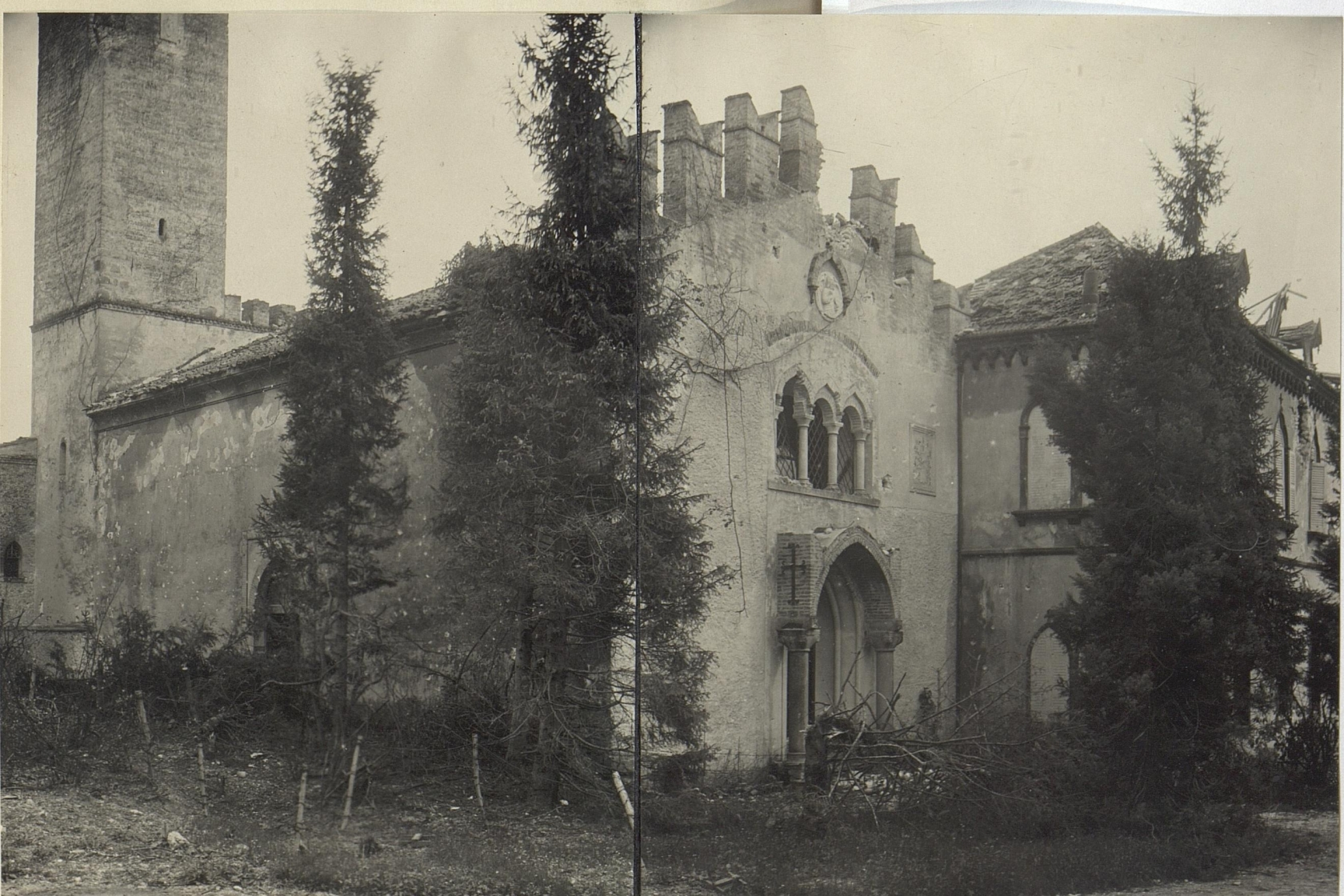
L'abbazia di Vidor dopo la Prima Guerra Mondiale

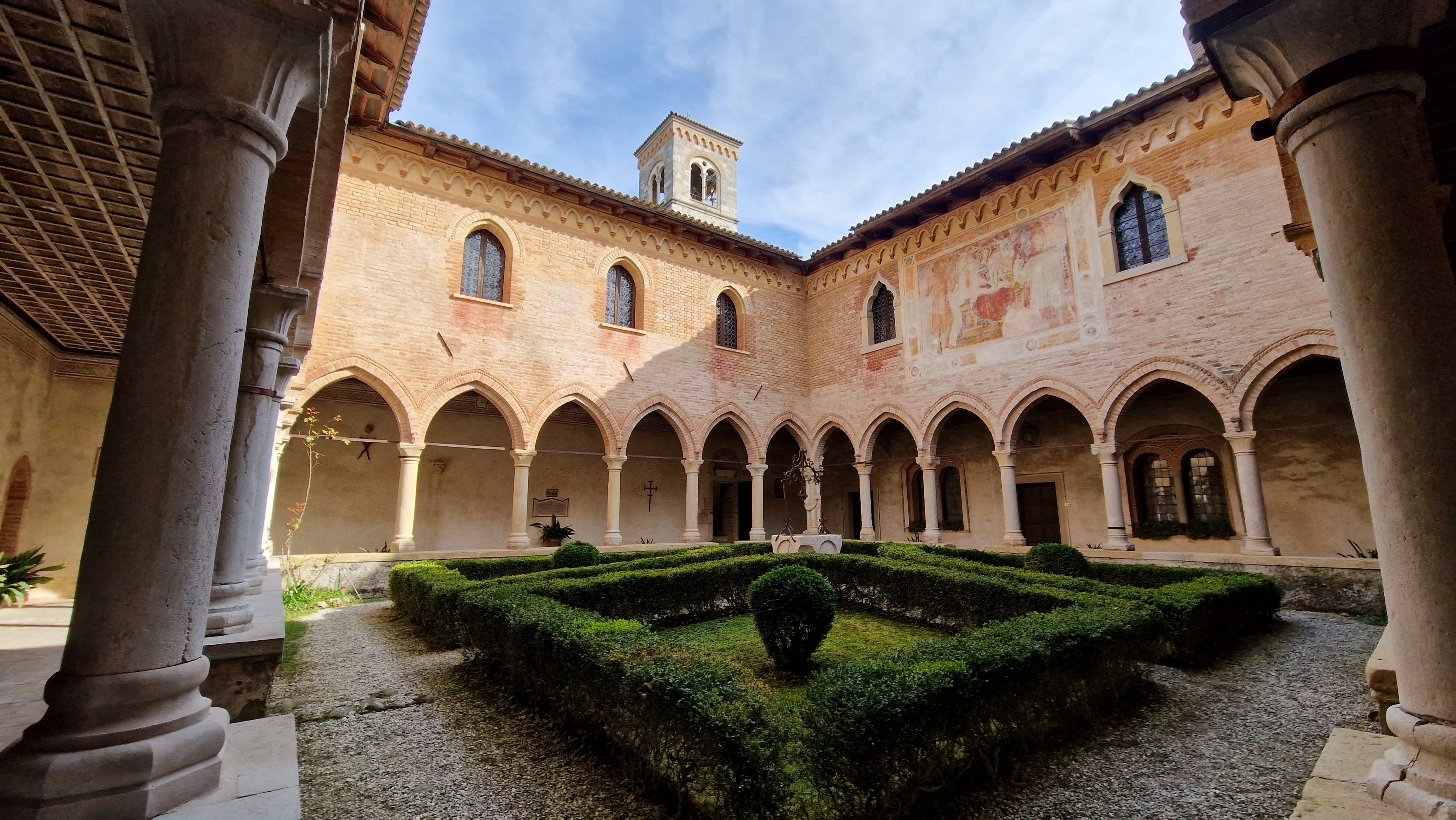
Chiostro dell'Abbazia di Santa Bona a Vidor

Tra il 1107 e il 1110 un tal Giovanni Gravone da Vidor fondò un'abbazia benedettina per custodirvi le reliquie di una santa Bona da lui traslate dalla Terra santa durante la prima crociata. Rappresentò un'istituzione potente, ma finì per decadere rapidamente: nel XV secolo fu definitivamente data in commenda ai Cornaro e nel 1773 la Serenissima ne decretava la soppressione.
Quasi completamente distrutta durante la Grande Guerra. Negli anni venti fu restaurata, presenta attualmente pesanti segni di rifacimento. La chiesa ha mantenuto l'impianto semplice, tipico del romanico locale, e alcuni elementi decorativi del tardo gotico, ravvisabili sulla facciata della chiesa (portale e trifora superiore). Nell'oratorio è conservato un affresco duecentesco di San Cristoforo. Nel chiostro (dove sono presenti soprattutto elementi gotici) si trova invece un altro affresco più tardo (seconda metà del XV secolo) attribuito a Dario da Treviso e raffigurante una Madonna con Bambino e Santi. Del campanile, solo la base è originale, essendo stato il resto completamente ricostruito.

### Area del castello

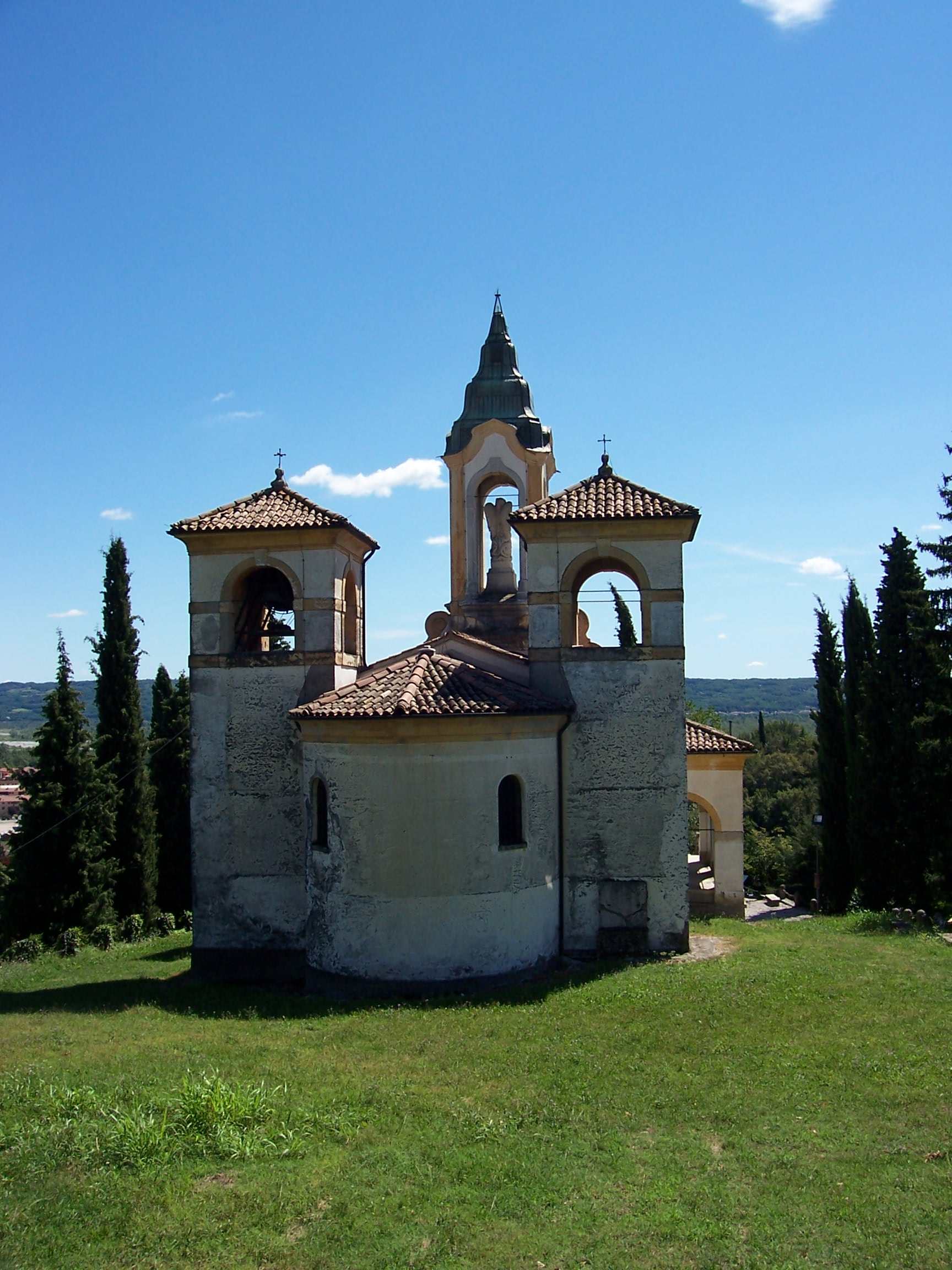
Veduta del castello, monumento-ossario, tempio della Vergine Addolorata

Presso il sito in cui sorgeva il castello di Vidor (distrutto nel 1510), si trova un monumento-ossario che ricorda i soldati caduti durante le guerre mondiali. L'intero monumento è sovrastato da un piccolo tempio dedicato alla Beata Vergine Addolorata, opera dell'architetto veneziano Brenno Del Giudice. Questo luogo è raggiungibile tramite un sentiero costeggiato da una via crucis. La località, ancora oggi denominata Castello, ospita ogni anno il Palio di Vidor, manifestazione che rievoca i numerosi assalti che subì la fortezza in epoca medievale e non solo.

### Villa Vergerio
Il complesso è costituito da alcune costruzioni, tra cui la villa vera e propria (ricostruita dopo la Grande Guerra) e dalle vaste adiacenze. Nei pressi sorge l'oratorio di San Giuseppe, patrono del Comune, a cui si votavano i viandanti che dovevano attraversare il Piave.

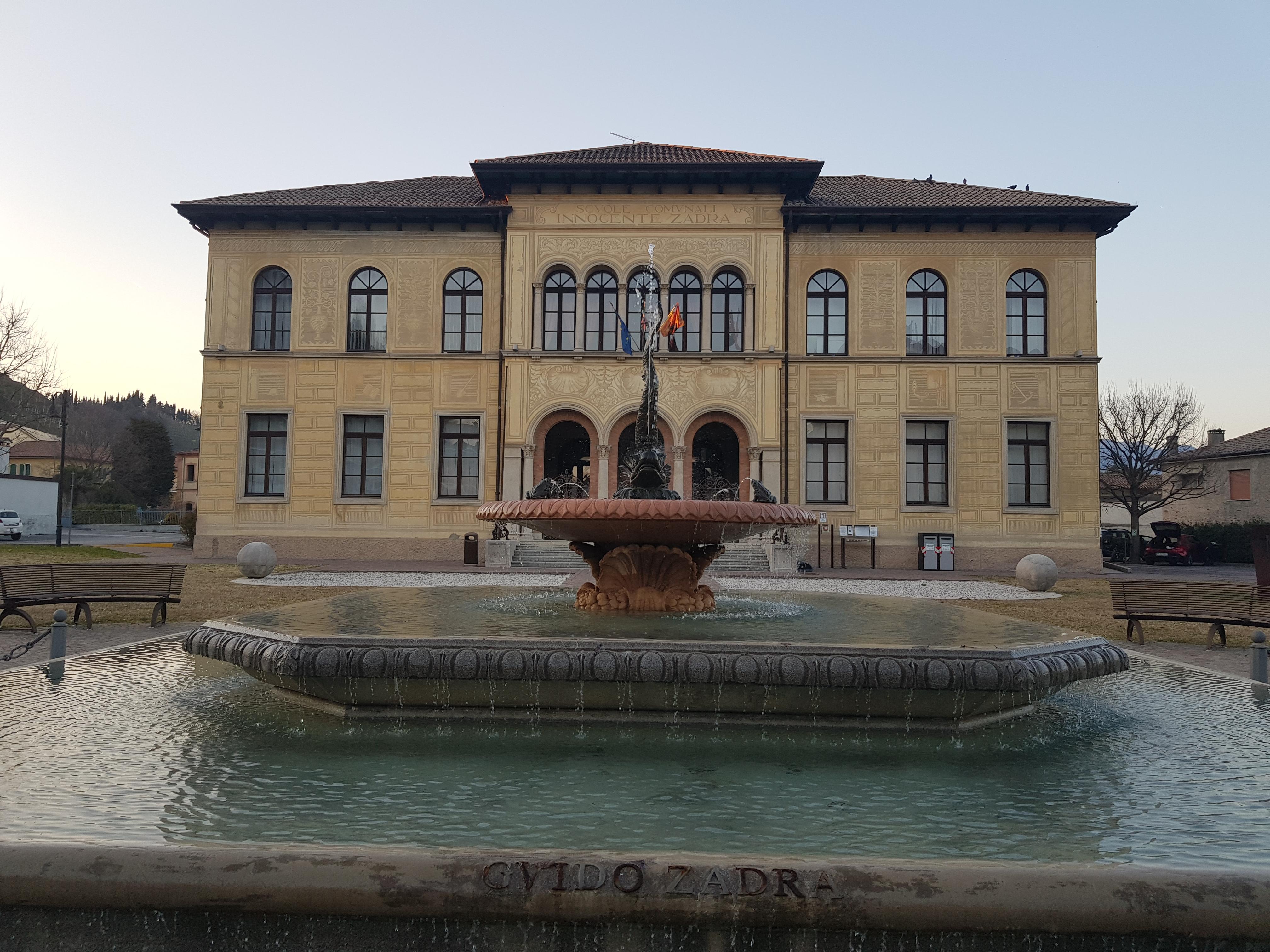
Municipio di Vidor

### Palazzo municipale
L'attuale sede municipale sorge sull'edificio delle vecchie scuole elementari. Si tratta di un palazzo elegante e prestigioso realizzato, su volere della famiglia Zadra, nel 1930 ed inaugurato l'anno successivo. Le facciate esterne del palazzo sono decorate con degli affreschi che raffigurano i simboli legati all'istruzione e al lavoro. L'ingresso del palazzo è costituito da tre arcate, con colonne in stile corinzio, dotate di cancellate ornamentali in ferro battuto. Superate le arcate di ingresso si trova un elegante atrio affrescato. Nelle due pareti laterali dell'atrio sono stati realizzati sei pannelli decorativi dal professor Carraro di Venezia dei quali due rappresentano due scorci del paesaggio di Vidor e gli altri quattro rappresentano altri luoghi non identificati. All'interno dell'atrio, tra i due portali che danno all’interno del palazzo, in una nicchia si trova un busto in bronzo a ricordo del cavalier Battista Zadra, che fu sindaco di Vidor che morì nel 1924. Il busto poggia su un basamento di marmo con scritto: "a Battista Zadra – mia guida – maestro – esempio di virtù e lavoro".
Nella piazza antistante il palazzo si trova una fontana monumentale donata alla popolazione di Vidor dalla famiglia Zadra. La fontana è costituita da tre vasche di varie dimensioni poste l'una sopra l'altra. Il livello più alto è ornato da sculture bronzee di anfibi e animali mitologici da dove fuoriescono zampilli d'acqua.
Nel 2008 il comune di Vidor decise di adibire questo bell'edificio a municipio, restaurandolo e trasferendo le scuole elementari in un nuovo edificio più adatto e moderno.

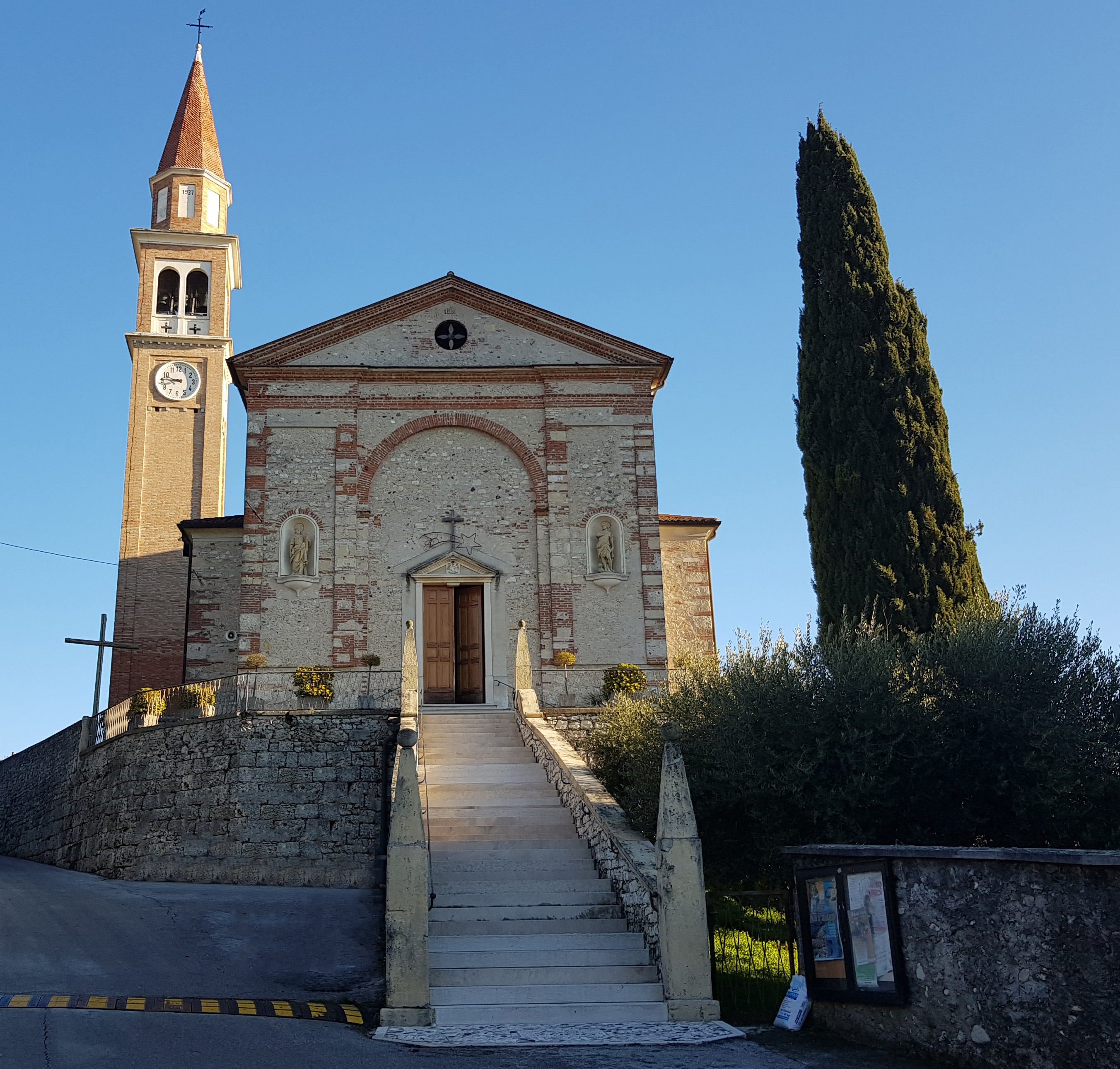
La chiesa di Colbertaldo

### Chiesa Parrocchiale di Colbertaldo
L'edificio attuale fu costruito tra il 1732 e il 1740 e venne consacrato dal vescovo Lorenzo Da Ponte nel 1742. Più tardo il campanile, opera dell'ingegner Schiratti, iniziato nel 1926 e inaugurato il 30 novembre 1937[2]. Il campanile contiene un concerto di tre campane più un sonello di richiamo.
La chiesa è posta sulla sommità di una piccola collinetta ed è raggiungibile attraverso una lunga scalinata che porta al portale maggiore sito al centro della facciata. Ai lati della porta principale si trovano due nicchie, dove al loro interno trovano posto le statue in pietra di San Giovanni Battista e Sant'Andrea. Tutto l'interno è dominato dal grande altare maggiore sovrastato dal tabernacolo, entrambi in marmo bianco venato rosso e grigio datati 1790. Al centro di questo Altare spicca un fiore trilobato stilizzato dipinto di marrone, sopra il quale è presente una conchiglia scolpita in marmo bianco. Dietro al tabernacolo domina l'interno la grande pala raffigurante il martirio di Sant'Andrea Apostolo, datata 1926 e opera di Valentino Canever. Questa grande pala è inserita in una cornice barocca, caratterizzata da un grande manto scolpito in pietra e dipinto di rosso, sostenuto da numerosi angeli e putti. Ai lati della navata sono presenti tre altari, opere di artisti e scultori della Val Gardena, dedicati alla Madonna di Lourdes, al Sacro Cuore di Gesù e a Sant'Antonio di Padova. Sempre all'interno, nella controfacciata, sopra l'ingresso centrale, è presente una pala raffigurante l'Assunzione di Maria, opera di artisti locali, ispirati al dipinto dell'Assunta dell'Tiziano conservato nella basilica di Santa Maria Gloriosa dei Frari di Venezia.

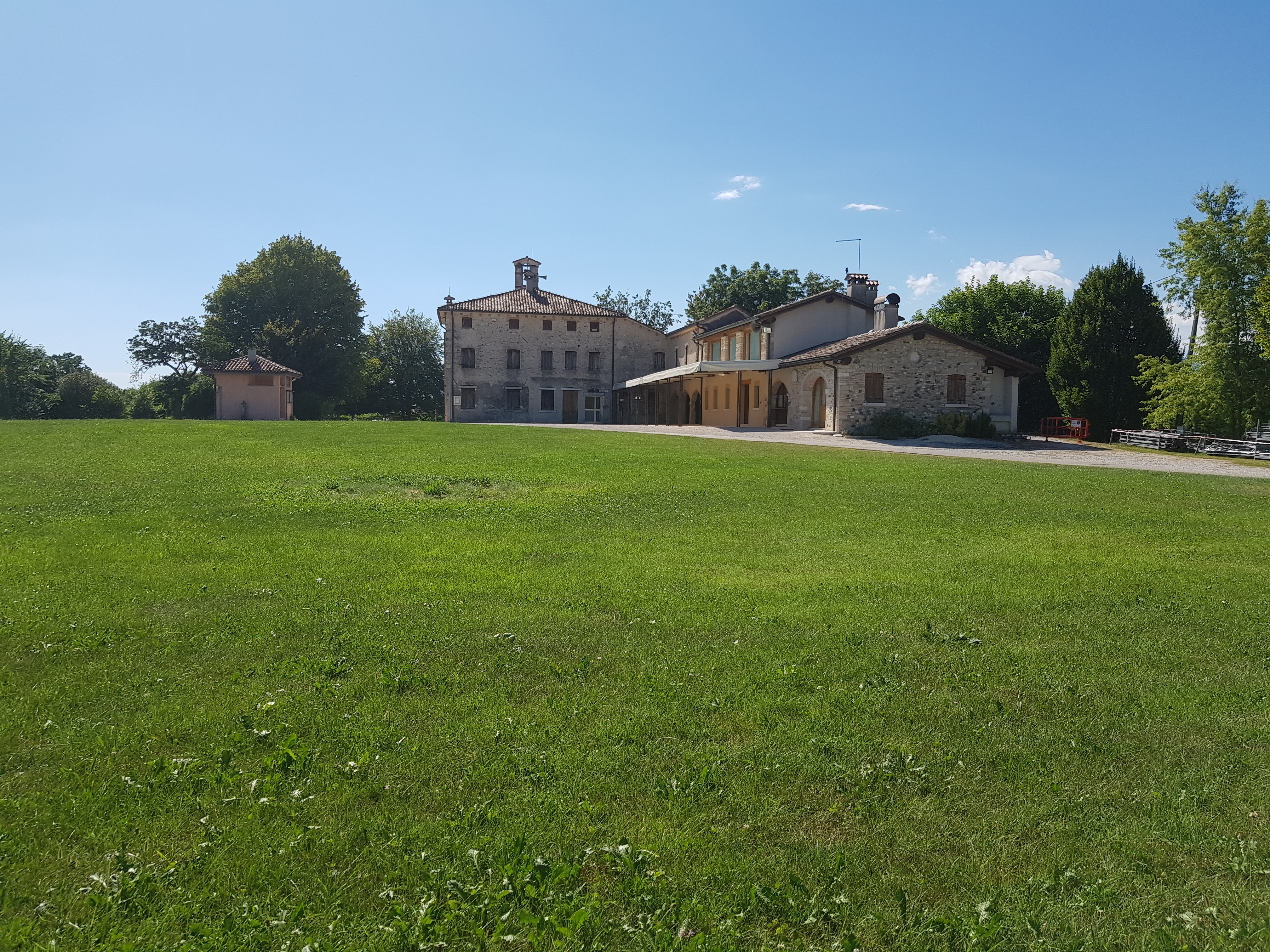
Veduta del Santuario della Madonna delle Grazie a Colbertaldo

### Santuario della Madonna delle Grazie
L'edificio, situato nella frazione di Colbertaldo, è posto in una conca circondata dalle Colline del Prosecco di Conegliano e Valdobbiadene. L'origine di questo santuario corrisponde con l'arrivo a Colbertaldo dei servi di Maria del convento di Santa Caterina di Treviso, tra il 1346 e il 1353, in seguito al dilagare della peste nera. Costoro iniziarono a considerare taumaturgica un'icona della Vergine custodita in un piccolo oratorio del posto.
Grazie a lasciti e donazioni la comunità monastica riuscì a sopravvivere e fece del convento, costruito nel 1530 la sua fissa dimora. Il complesso alternò fasi di pieno sviluppo a momenti di incertezza e di crisi e non raggiunse mai l'imponenza di alcune fondazioni vicine. Nel corso del Settecento accusò un rapido declino dovuto in parte da alcune controversie sorte con la parrocchia di Colbertaldo. La Serenissima di Venezia giunse quindi alla soppressione del convento nel 1776, tutti i beni vennero consegnati alla parrocchia di Colbertaldo ed il santuario venne rinominato come "ospizio". Nel corso dell'Ottocento divenne un lazzaretto per i malati di colera.
Al suo interno, al centro della parete dietro l'altare, racchiuso dentro una nicchia con cornice settecentesca, si conserva un affresco che riproduce la Madonna col Bambino e l'Annunciazione, opera di un ignoto maestro della metà del XV secolo. Un'altra opera è la grande pala raffigurante la Madonna in Gloria del XIX secolo che domina l'interno della chiesa.
In tempi recenti il santuario è stato restaurato ed è ora meta di gite, escursioni e pellegrinaggi. Oggi il santuario è utilizzato dalla parrocchia per svolgervi celebrazioni e altre attività spirituali, specialmente nel periodo estivo. L'annesso convento è stato in parte restaurato e ospita varie manifestazioni del paese, in particolare i "festeggiamenti della Madonna delle Grazie" (primi due fine settimana di luglio), il "pan e vin" (5 gennaio) e la mostra del vino prosecco (aprile-maggio).

### Chiesetta di San Francesco di Bosco
Nella piccola piazza della frazione di Bosco, si trova la chiesa dedicata a San Francesco. La chiesa, di modeste dimensioni e molto cara alla popolazione, costituisce il fulcro su cui è avvenuto lo sviluppo urbano del borgo nel corso degli anni. L'architettura della chiesetta è molto semplice, con facciata ornata da semplici lesene e colonne di ordine dorico. l'ingresso è garantito da un ampio portone archivoltato. Il semplice interno è caratterizzato dall'altare ligneo, risalente alla metà dell'Ottocento, che contiene una pala raffigurante la Deposizione dalla Croce. L'edificio religioso è dotato di un piccolo campanile a vela contenente due campane.

### Percorso "Dal Sacro al Pro...secco"
Percorso storico-naturalistico attraverso l'intero territorio comunale dove si può ammirare la variabilità del paesaggio che attribuisce al territorio del comune di Vidor una valenza naturalistica esclusiva. La particolarità di tale paesaggio è sancita dal fatto che in distanze molto ristrette si alternano paesaggi, ecosistemi e biocenosi molto diversi tra loro. Partendo dal Fiume Piave e procedendo verso nord, in un paio di chilometri è possibile passare da un ambiente golenale, caratterizzato dalla tipica vegetazione e fauna ripariale, all'ambiente pianeggiante agricolo tipico della pianura trevigiana per arrivare all'area del Prosecco DOCG, caratterizzata dalle colline antropizzate dove appare evidente il lavoro compiuto negli anni dai vinaioli.
Nei versanti esposti a nord permangono lembi boscati con vegetazione arborea autoctona composta da carpini, frassini, castagni, querce, aceri, ginepri, noccioli e biancospini. A coronamento di questo patrimonio naturale, lungo tutto il percorso sono presenti molti siti di importanza storico - culturale come l'abbazia di Santa Bona, il castello di Vidor (con l'ossario in ricordo dei caduti delle guerre), il santuario della Madonna delle Grazie di Colbertaldo e la chiesa arcipretale di Vidor.

### Percorso "Cammino delle Colline del Prosecco"
Il Cammino delle Colline del Prosecco si estende tra Vidor e Vittorio Veneto per 51 km con un dislivello positivo di 2.265 m e una durata totale di 19h. Il punto di partenza si trova proprio nel territorio comunale di Vidor, dall'area del Castello e termina nel Comune di Vittorio Veneto. Il percorso, lungo complessivamente 51 km, si sviluppa in quattro tappe e attraversa l'intera zona,  Patrimonio dell'umanità dell'UNESCO delle Colline del Prosecco di Conegliano e Valdobbiadene, appunto da Vidor a Vittorio Veneto. Si tratta di un piccolo viaggio che si sviluppa sul filo di cresta della "Core Zone" offrendo costantemente un panorama incomparabile. Il tragitto è immerso tra le infinite bellezze dell’area prealpina trevigiana, dai ripidi pendii alle dolci passeggiate tra i campi, dalle vallate ricche di acqua alle affilate creste delle dorsali, passando per le numerose testimonianze storiche e culturali della zona.

## Società

### Evoluzione demografica
Abitanti censiti

### Etnie e minoranze straniere
Al 1° gennaio 2024 gli stranieri residenti nel comune erano 372, ovvero il 10,2% della popolazione. Di seguito sono riportati i gruppi più consistenti:
1. Macedonia del Nord 112
2. Marocco 67
3. Romania 61
4. Cina 42
5. Ucraina 17

## Cultura

### Eventi
Il Palio di Vidor (seconda domenica di settembre) si svolge dal 1996 ed oppone le cinque squadre di Vidor: Centro, Colbertaldo, Alnè di sotto, Alnè di sopra e Bosco, il Petritoli, cittadina marchigiana gemellata con il comune, il Moriago della Battaglia dal 2009, e dal 2016 il Sernaglia della Battaglia, in quanto un tempo il loro territorio era sotto la dominazione dell'Abbazia Vidorese. La competizione rievoca l'assalto ungaro al Castello di Vidor (X secolo): ciascuna squadra deve trasportare nel minor tempo possibile una scala in legno (affidata a due ragazze) dall'Abbazia sino alle pendici del colle del Castello, e da qui alla cima un pesante ariete di legno, con il cambio dei 4 atleti maschi a metà della salita. Alla sfida sono legati vari altri eventi di ispirazione medievale.
Il palio non è che una delle tante manifestazioni del Settembre Vidorese, che comprende, tra l'altro, la fiera di Santa Bona, la marcia del Ciclamino (corsa non competitiva di 5 e 10 km lungo le vie del paese) e la serata marchigiana con specialità Marchigiane e Petritolesi.
Molto importante è inoltre la secolare sagra di San Giuseppe a marzo, dove per due fine settimana il centro del paese ospita numerose bancarelle di vario tipo, esposizioni automobilistiche e un grande Luna Park. Inoltre presso il centro polifunzionale si possono gustare i piatti tipici della zona preparati dalla Pro Loco "La Vidorese".
Un'alta manifestazione molto importante e conosciuta, è la Mostra del vino Prosecco di Valdobbiadene che si svolge ad aprile presso gli spazi circostanti al Santuario della Madonna delle Grazie a Colbertaldo. Qui è possibile degustare diversi tipi di Prosecco abbinati ai più gustosi piatti tradizionali trevigiani.
Nella frazione di Colbertaldo sono da segnalare la Sagra della Madonna delle Grazie i primi due week-end di luglio presso il Santuario della Madonna delle Grazie, e l'antica sagra del patrono Sant'Andrea apostolo a fine novembre, negli spazi della sede degli Alpini del paese.

## Economia
La zona di Vidor, compresa nel Quartier del Piave, è nota per la produzione vinicola, specialmente per la coltivazione del Prosecco di Valdobbiadene. Ancora di un certo rilievo è la coltivazione del mais e delle patate.
Numerose piccole-medie imprese hanno dato luogo alla formazione di aree industriali e artigianali, con un primato che spetta alla produzione di mobili d'arredamento.
Fu sede della Cassa Rurale ed Artigiana di Vidor che dopo varie vicissitudini è confluita nella Banca della Marca.
Durante il secolo scorso la produzione industriale del paese era praticamente monopolio del Setificio Zadra di non piccole dimensioni, ora ristrutturato e divenuto salumificio.

## Infrastrutture e trasporti
Posta nelle immediate adiacenze del ponte sul Piave costruito dalla società Odorico & C e inaugurato nel 1911 [[]] in sostituzione di un precedente antico manufatto che sorgeva poco più a valle, l'abitato di Vidor fra il 1913 e il 1931 da dalla stazione Covolo-Vidor e dalla fermata Vidor, poste rispettivamente a sud e a nord del ponte stesso, lungo la Tranvia Montebelluna-Valdobbiadene, che rappresentò al tempo un importante strumento di sviluppo per l'economia della zona. Oggi la mobilità pubblica è gestita dall'azienda Mobilità di Marca S.p.A. (MOM), che gestisce il trasporto pubblico in tutta la Provincia di Treviso, in particolare passano per Vidor le linee verso Valdobbiadene, Montebelluna, Pieve di Soligo e Conegliano. Vidor è attraversata dalla strada provinciale nº 32 "Dei Colli Soligo" e dalla strada provinciale nº 34 che termina nel territorio comunale innestandosi con la nº 2 "Erizzo" al confine con il comune di Valdobbiadene.
Il territorio comunale è servito dalla linea turistica, gestita dall'azienda Mobilità di Marca S.p.A. (MOM), "Prosecco Hills Link" che attraversa l'intera area delle Colline del Prosecco di Conegliano e Valdobbiadene, collegando Conegliano a Valdobbiadene.

## Amministrazione
| Periodo           | Periodo           | Primo cittadino  | Partito                      | Carica                  | Note |
| ----------------- | ----------------- | ---------------- | ---------------------------- | ----------------------- | ---- |
| 27 luglio 1975    | 15 agosto 1990    | Giuseppe Spagnol | DC                           | Sindaco                 |      |
| 15 agosto 1990    | 24 novembre 1990  | Angelo Sabatini  | -                            | Commissario prefettizio |      |
| 24 novembre 1990  | 20 novembre 1995  | Alberto Barp     | indipendente                 | Sindaco                 |      |
| 20 novembre 1995  | 17 aprile 2000    | Giuseppe Rossi   | Liga Veneta-Lega Nord        | Sindaco                 |      |
| 17 aprile 2000    | 5 aprile 2005     | Marino Fuson     | lista civica di centrodestra | Sindaco                 |      |
| 5 aprile 2005     | 30 marzo 2010     | Marino Fuson     | Lega Nord                    | Sindaco                 |      |
| 30 marzo 2010     | 30 maggio 2015    | Albino Cordiali  | Lega Nord - civiche          | Sindaco                 |      |
| 31 maggio 2015    | 20 settembre 2020 | Albino Cordiali  | Lega Nord - civiche          | Sindaco                 |      |
| 21 settembre 2020 | in carica         | Mario Bailo      | Lega Nord - civiche          | Sindaco                 |      |

### Gemellaggi
Il comune di Vidor è gemellato dal 2004 con il comune marchigiano di:
- Petritoli (FM)

Il primo grande conflitto mondiale vide affrontarsi sul campo di battaglia le truppe del Regno d’Italia e l’esercito asburgico. Le operazioni belliche interessarono la parte nord-orientale della penisola, costringendo molti abitanti del posto ad abbandonare le proprie case rase al suolo. Fu questa la sorte degli abitanti di Vidor, comune della provincia di Treviso situato lungo il corso del fiume Piave. I profughi vidoresi furono ospitati a Petritoli, grazie anche all’aiuto del maresciallo Chiodaro, comandante della locale stazione dei Carabinieri originario di Vidor. Nonostante la crisi economica causata dalle attività belliche, i petritolesi si adoperarono con tutte le loro forze affinché nulla fosse mancato ai profughi. Alcuni morirono, e i loro corpi ancora oggi giacciono nel cimitero di Petritoli. Al termine della guerra i vidoresi tornarono a casa, dove ebbe inizio l’opera di ricostruzione. Questa vicenda fu ripercorsa attraverso l’analisi dei documenti di archivio dal professor Giuseppe Colasanti nella sua opera “La comunità di Petritoli nella prima metà del Novecento”, pubblicata nel 2002. Questi fatti, così riportati al centro della pubblica attenzione, indussero a riallacciare i rapporti tra le due comunità. I primi incontri in occasione di varie manifestazioni lungo il 2003 portarono al gemellaggio tra le Pro Loco dei due paesi. Nel 2004 i due comuni hanno sottoscritto l’atto di gemellaggio con due cerimonie svoltesi a maggio a Petritoli e a settembre a Vidor.

## Galleria d'immagini

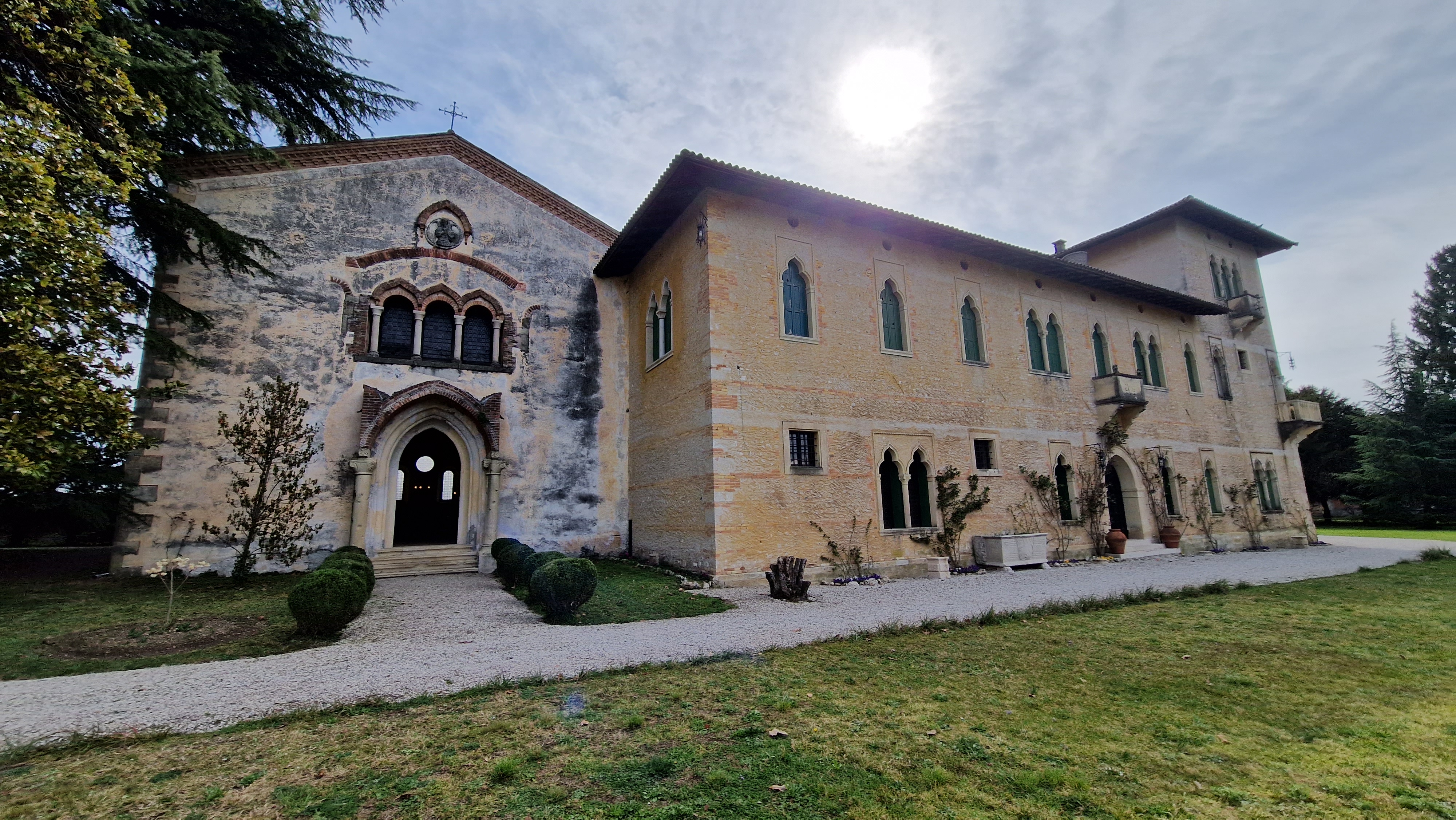
Vista dell'Abbazia di Santa Bona
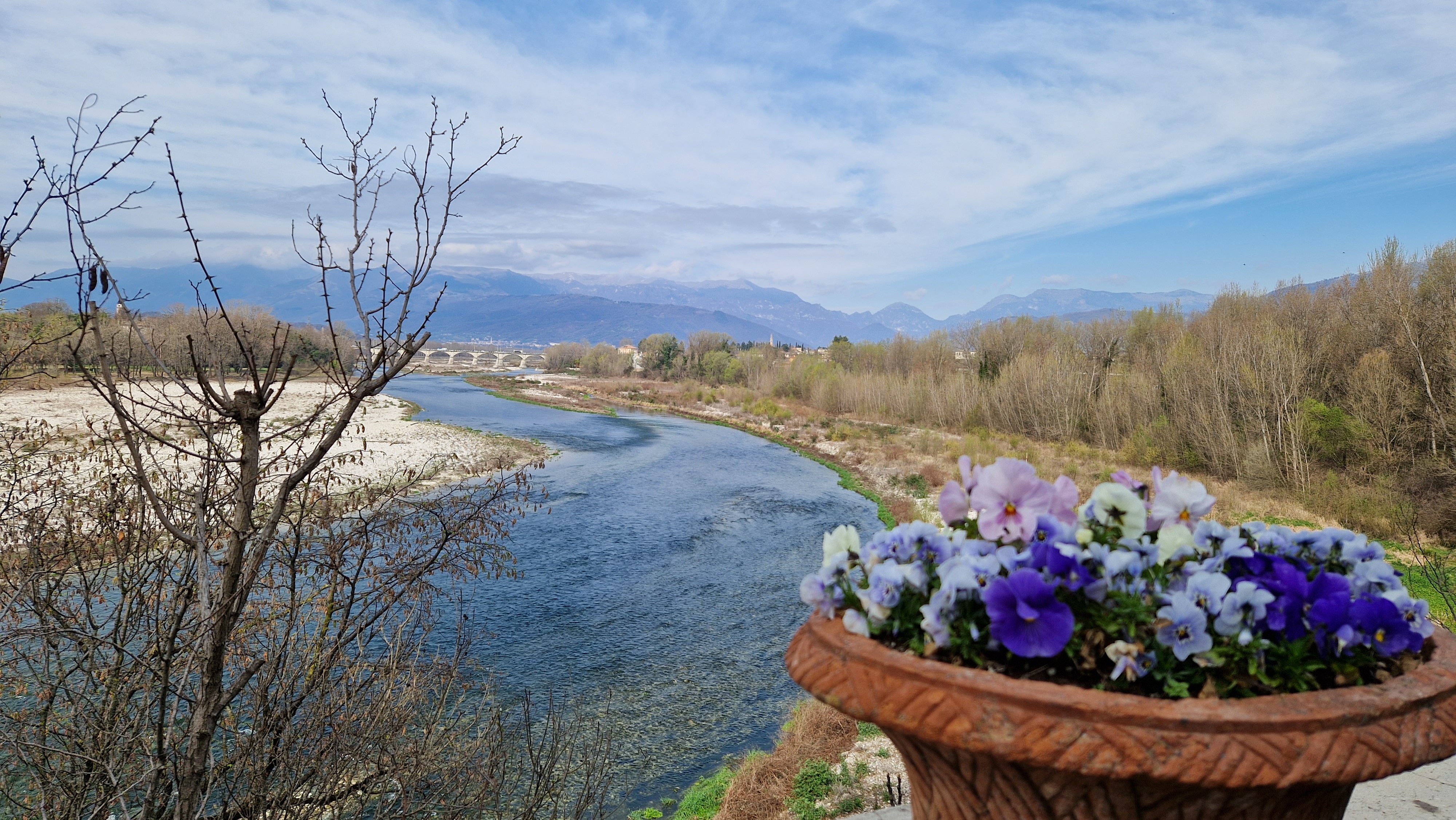
Veduta dall'Abbazia verso il Ponte sul Piave
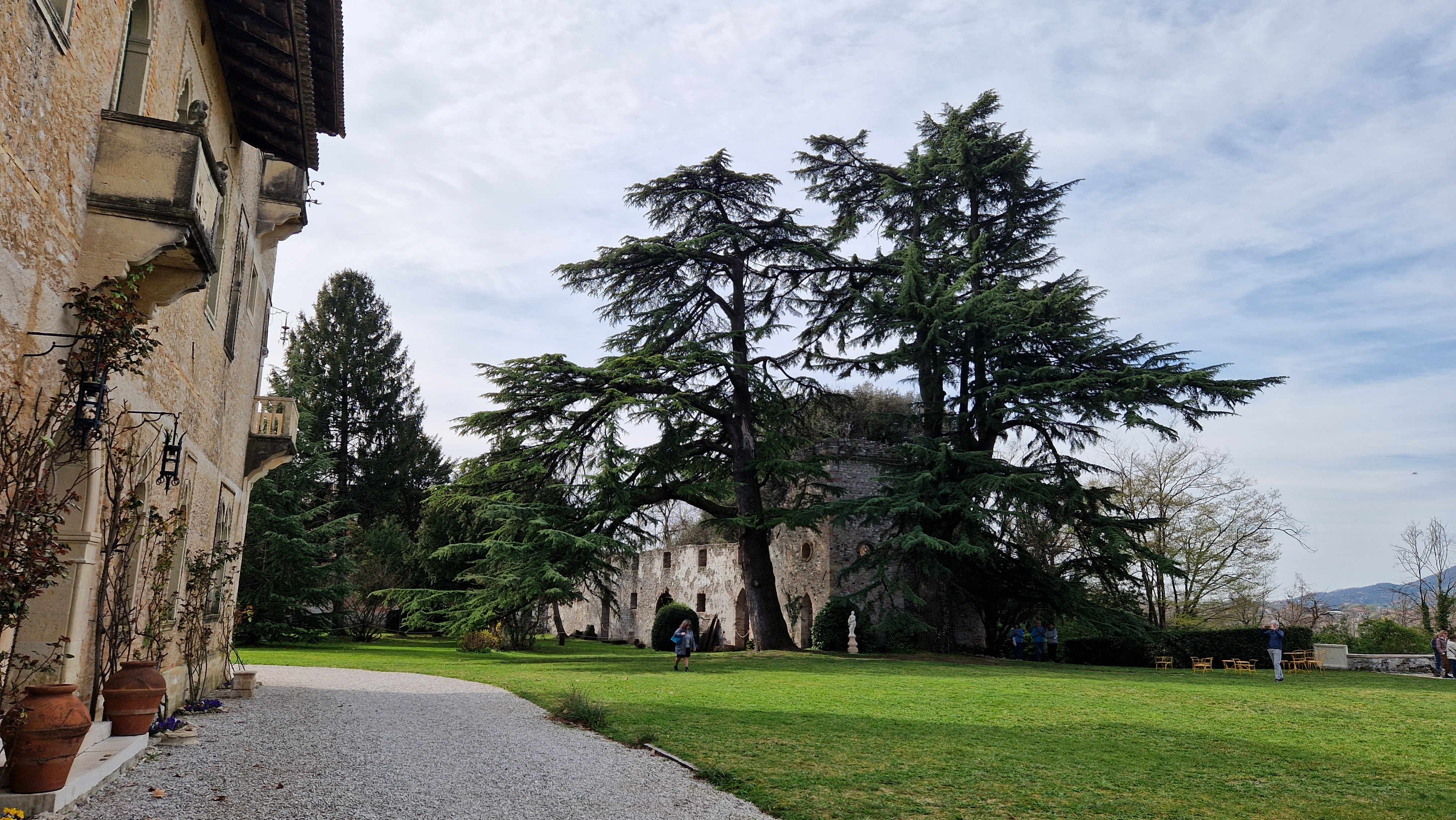
Il parco dell'Abbazia di Santa Bona
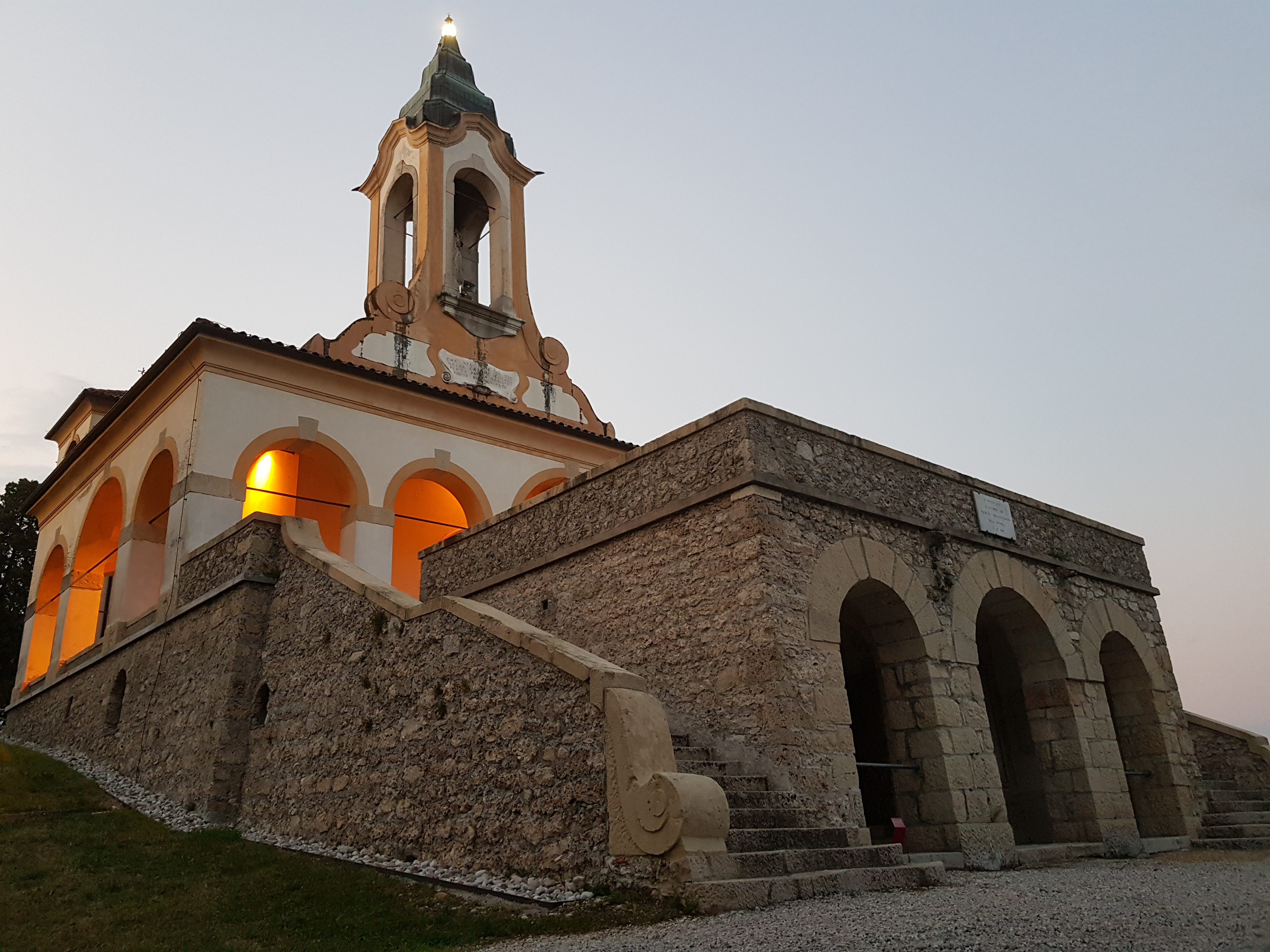
Il Castello di Vidor (Tempio Ossario della Beata Vergine Addolorata)
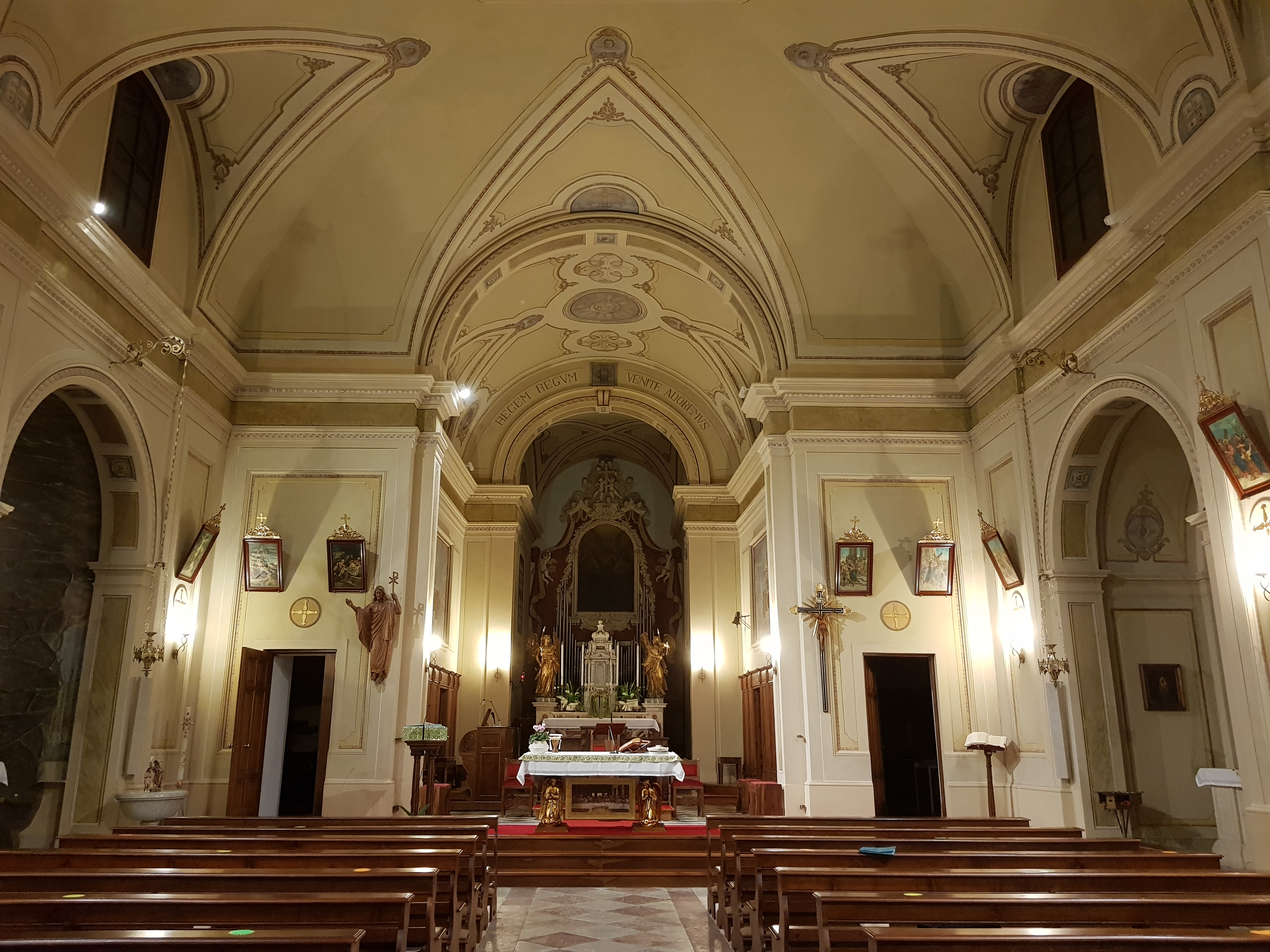
Interno della Chiesa Parrocchiale di Colbertaldo
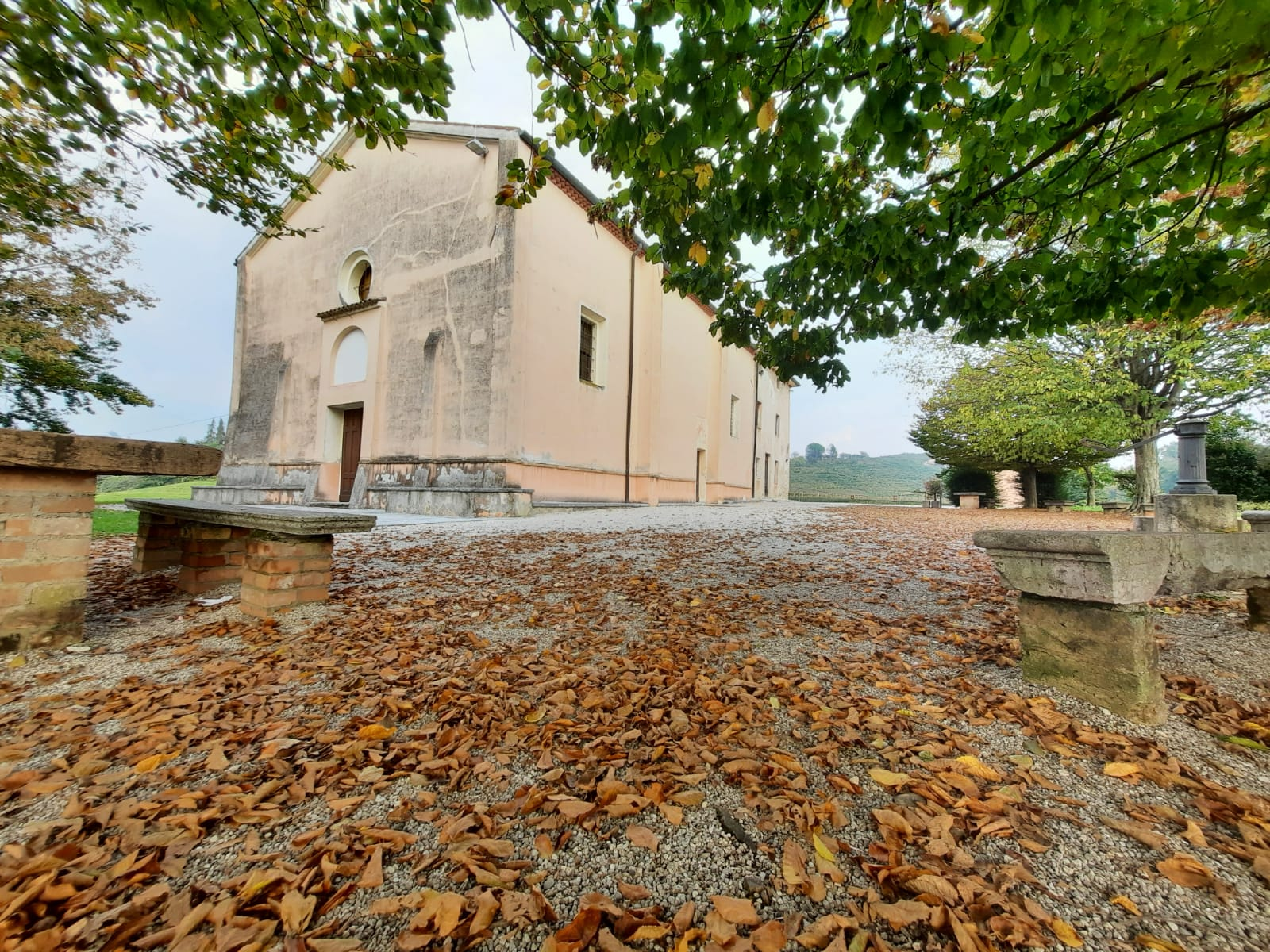
Santuario di Santa Maria delle Grazie a Colbertaldo
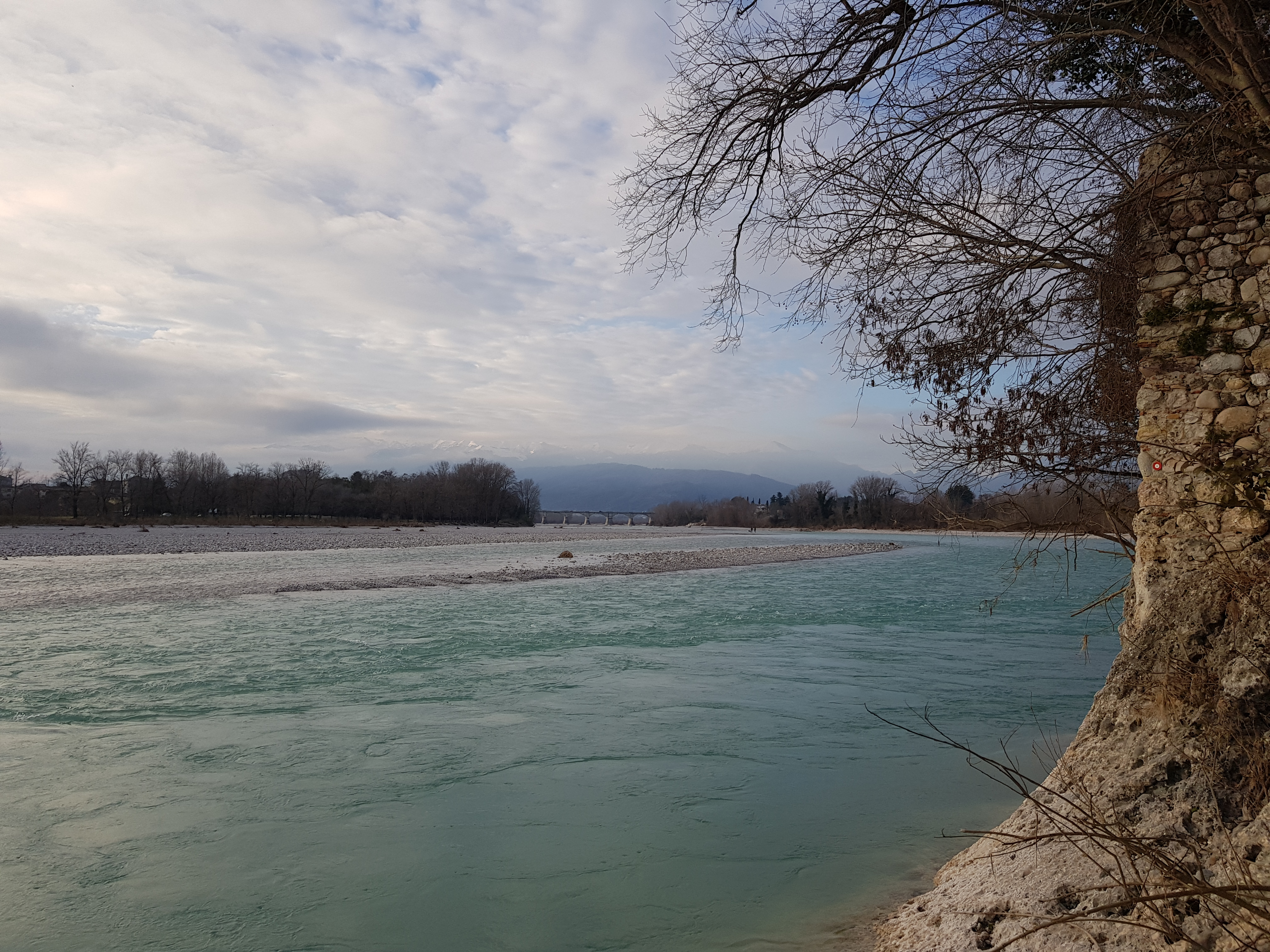
Il Piave in località "Sghirlo"